# Гусейн, Сеид
Сеид Гусейн (имя при рождении Гусейн Мир Казым оглы Садыгзаде; азерб. Hüseyn Mir Kazım oğlu Sadıqzadә; 25 января 1887, Баку — январь 1938, Баку) — азербайджанский писатель, критик, педагог. Он писал под именами Гусейн-Садык, а также Казымоглы,  Сеид Гусейн. Жертва сталинских репрессий.

## Биография
Сеид Гусейн Садыгзаде родился в 1887 году в городе Баку, в семья моряка - капитана Мир Казыма. Отец Гусейна скончался, когда старшему сыну было 4 года. Воспитал Гусейна дедушка. Начальное образование вместе с братом получил в медресе в Ичеришехере. Затем в 1902 году опять вместе с братом поступил в третью русско-татарскую школу. В 1904 году Гусейн окончил школу, в том же году скончался его дедушка. Отправив брата продолжать обучение, сам начинает трудовую деятельность в типографии «Каспи».
Некоторое время был наборщиком в журналах Баку. Первые критико-публицистические статьи Гусейн-Садыка появились после революции 1905 года, а именно в 1907 году.
Первую половину 1911 года Гусейн остался без работы, после чего в конце 1911 году по приглашению начинает работать в типографии Оруджевых. В 1913—1914 годах работал главным редактором ежедневной газеты «Игбал». Затем печатался в газетах «Новый игбал» и «Азербайджан».
С 1917 года занимался педагогической деятельностью.

Его младший брат Мир Паша Садыгзаде 1889 года рождения, актёр Азербайджанского государственного театра, скончался 23 февраля 1921 года, что было объявлено в газете «Коммунист»:
«Настоящая похоронная комиссия по похоронам [убитых] маузеристами-дашнаками артистов Гостеатра товарищей Анаплиского и Мир-Паши участвовавших в агитпоезде, доводит до сведения всех, что останки убитых будут преданы земле 24-го февраля. Восточная Консерватория готовился к устройству траурного вечера в честь павших героев – артистов Гостеатра т.т. Анаплинского и Мир-Паши.»
На момент смерти младшего брата Гусейн жил и работал в Хызы. Получив весть об убийстве брата, он переезжает в Баку. В 1928 году он создаёт автобиографическую работу «Иллюзия правды». В том же году опубликовал сборник рассказов «К новой жизни», в 1930 году «На рубеже двух жизней», а за год до смерти — в 1937 году «Ширинназ».

### Арест, смерть
В 1937 году был заключён в тюрьму, а затем репрессирован. Скончался в январе 1938 года в Баку.

## Семья
- Жена — поэтесса Уммугюльсум Расулзаде
- Дети:
  - Сыновья:
    - Октай Садыхзаде (художник) — родился 21 февраля 1921 года в Хызы, Заслуженный деятель искусств Азербайджанской ССР, Народный художник Азербайджана.
    - Тогрул Садыхзаде (художник) — родился в 1926 году в Баку, Заслуженный деятель искусств Азербайджанской ССР.

  - Дочь:
    - Гумрал Садыхзаде (поэтесса) — родилась в 1929 году в Баку.
      - Внуки:
        - Гюляр Гусейнзаде — филолог, доцент НАНА.